# Deopalpus conspiciendum
Deopalpus conspiciendum là một loài ruồi trong họ Tachinidae.